# Peperomia peltigera
Peperomia peltigera är en pepparväxtart som beskrevs av C. Dc.. Peperomia peltigera ingår i släktet peperomior, och familjen pepparväxter. Inga underarter finns listade i Catalogue of Life.